# Гламоч (община)
Община Гламоч (босн. и хорв. Opština Glamoč, серб. Општина Гламоч) — боснийская община в составе Федерации Боснии и Герцеговины, расположенная в западной части Боснии и Герцеговины. Административным центром является город Гламоч.